# Aanverwantschap
Aanverwantschap is verwantschap die is ontstaan door huwelijk. In sommige landen, zoals Nederland, kan dit tegenwoordig op juridisch vlak ook ontstaan door geregistreerd partnerschap. Een samenlevingscontract levert in Nederland geen aanverwantschap op.
Aanverwantschap blijft altijd bestaan, ook na echtscheiding of na het verbreken van de partnerschapsrelatie. (Wel vervalt de onderhoudsplicht.)
Aanverwantschap is vooral van belang in het erfrecht en bij alimentatie. Onderhoudsplicht geldt in dezelfde mate voor bloedverwanten en aanverwanten.
Ook in het procesrecht en het bewijsrecht is aanverwantschap van belang. Soms behoeven aanverwanten niet tegen elkaar te getuigen (verschoningsrecht). Ook kan aanverwantschap van invloed zijn op de bewijskracht van een verklaring of van een getuigenis.
In het dagelijks leven wordt wel gesproken van ex-aanverwanten: een ex-zwager, een ex-schoonzus, ex-schoonouders e.d. Zulks is een contradictio in terminis. Aanverwantschap eindigt niet door enige echtscheiding, dus het is onnodig om zich af te vragen welke echtscheiding misschien wordt bedoeld. De "ex-schoonouders" blijven de grootouders van kleinkinderen geboren tijdens het ontbonden huwelijk. De "ex-zwager" en "ex-schoonzus" zijn nog steeds de vader of moeder van oom- of tantezeggers (geboren tijdens het ontbonden huwelijk).

## Voorbeelden
- Schoonvader en schoonmoeder (schoonouders) – ouders van de partner
- Schoonbroer of zwager en schoonzus – partner van broer of zus
- Schoonzoon en schoondochter (schoonkinderen) – partner van een kind
- Aangetrouwde oom, aangetrouwde tante
- Schoonneef, aangetrouwde neef, schoonnicht, aangetrouwde nicht